# Bryan Trottier
Bryan John Trottier (* 17. července 1956) je bývalý vynikající kanadsko-americký hokejový útočník. V NHL odehrál celkem 18 sezón a s týmy New York Islanders a Pittsburgh Penguins získal celkem šestkrát Stanley Cup. U příležitosti 100. výročí NHL byl v lednu 2017 vybrán jako jeden ze sta nejlepších hráčů historie ligy.

## Hráčská kariéra

### Klubová kariéra
Seniorskou kariéru začal v týmu Swift Current Broncos ve Western Hockey League. V roce 1974 byl draftován z celkově 22. místa do New York Islanders. Hned v první sezóně si připsal 95 kanadských bodů a získal cenu pro nejlepšího nováčka. Vytvořil také nováčkovský rekord v počtu kanadských bodů. Jeho nejúspěšnější sezónou co se týče individuálních statistik byl ročník 1978/79, kdy zaznamenal své maximum v počtu bodů (134) i asistencí (87). Začátkem osmdesátých let byl členem slavné dynastie Islanders, kteří získali v letech 1980–1983 čtyřikrát za sebou Stanley Cup. Vytvořil slavný útok s Clarkem Gilliesem a Mike Bossym, nazývaný Trio Grande. Trottier překonal v celkem šesti sezónách metu sta bodů v základní části NHL. V historii týmu Islanders je nejproduktivnějším hráčem i nahrávačem a druhým nejúspěšnějším střelcem. Koncem osmdesátých let však jeho výkonnost začala klesat, angažmá v Islanders ukončil v roce 1990 a začal hrát za Pittsburgh Penguins. Také tam již zdaleka nedosahoval předchozí produktivity, s týmem však získal do sbírky další dva Stanley Cupy. Hráčskou kariéru ukončil po sezóně 1993/94. V letech 1984 až 1992 působil také jako prezident Hráčské asociace NHL.

### Reprezentace
Bryan Trottier má kanadské i americké občanství a reprezentoval obě země. Kanadu na Kanadském poháru 1981, kde jeho tým ve finále podlehl Sovětskému svazu. S USA pak na Kanadském poháru 1984 vypadl v semifinále.

## Trenérská kariéra
Prvním angažmá byl post asistenta trenéra v Pittsburgh Penguins v roce 1997, poté na stejném postu trénoval Colorado Avalanche, s nímž v roce NHL 2000/2001 získal svůj sedmý Stanley Cup. V roce 2002 následovalo neúspěšné angažmá v New York Rangers, konkurenčnímu týmu Islanders, čímž si rozhněval vlastní fanoušky z dob aktivní kariéry. Ti mu však později odpustili, Trottier se do Islanders vrátil v roce 2006 v roli funkcionáře.

## Úspěchy a ocenění
Týmové
- Vítěz Stanley Cupu 1980, 1981, 1982, 1983 (New York Islanders)
- Vítěz Stanley Cupu 1991, 1992 (Pittsburgh Penguins)
- Finále Kanadského poháru 1981 (Kanadská reprezentace)
- Semifinále Kanadského poháru 1984 (reprezentace USA)

Individuální
- Calder Memorial Trophy pro nejlepšího nováčka NHL 1976
- Art Ross Trophy pro nejproduktivnějšího hráče NHL 1979
- Hart Memorial Trophy pro nejužitečnějšího hráče NHL 1979
- Plus/Minus Leader nejlepší statistiky +/- bodování 1979
- Conn Smythe Trophy pro nejužitečnějšího hráče play off 1980
- King Clancy Memorial Trophy za spojení hráčských a lidských kvalit 1989
- První All-Star Team NHL 1978, 1979
- Druhý All-Star Team NHL 1982, 1984
- Účast v NHL All-Star Game 1976, 1978, 1980, 1982, 1983, 1985, 1986, 1992

## Prvenství
- Debut v NHL – 8. října 1975 (Kansas City Scouts proti New York Islanders)
- První gól v NHL – 11. října 1975 (New York Islanders proti Los Angeles Kings, kanadskému brankáři Rogie Vachon)
- První asistence v NHL – 11. října 1975 (New York Islanders proti Los Angeles Kings)
- První hattrick v NHL – 11. října 1975 (New York Islanders proti Los Angeles Kings)

## Klubová statistika
| Sezóna       | Klub                  | Soutěž       |       | Základní část | Základní část | Základní část | Základní část | Základní část |    | Play off | Play off | Play off | Play off | Play off |
| Sezóna       | Klub                  | Soutěž       | Z     | G             | A             | B             | TM            | Z             | G  | A        | B        | TM       |          |          |
| 1972–73      | Swift Current Broncos | WCJHL        | 67    | 16            | 29            | 45            | 10            | —             | —  | —        | —        | —        |          |          |
| 1973–74      | Swift Current Broncos | WCJHL        | 68    | 41            | 71            | 112           | 76            | 13            | 7  | 8        | 15       | 8        |          |          |
| 1974–75      | Lethbridge Broncos    | WCJHL        | 67    | 46            | 98            | 144           | 103           | 6             | 2  | 5        | 7        | 14       |          |          |
| 1975–76      | New York Islanders    | NHL          | 80    | 32            | 63            | 95            | 21            | 13            | 1  | 7        | 8        | 8        |          |          |
| 1976–77      | New York Islanders    | NHL          | 76    | 30            | 42            | 72            | 34            | 12            | 2  | 8        | 10       | 2        |          |          |
| 1977–78      | New York Islanders    | NHL          | 77    | 46            | 77            | 123           | 46            | 7             | 0  | 3        | 3        | 4        |          |          |
| 1978–79      | New York Islanders    | NHL          | 76    | 47            | 87            | 134           | 50            | 10            | 2  | 4        | 6        | 13       |          |          |
| 1979–80      | New York Islanders    | NHL          | 78    | 42            | 62            | 104           | 68            | 21            | 12 | 17       | 29       | 16       |          |          |
| 1980–81      | New York Islanders    | NHL          | 73    | 31            | 72            | 103           | 74            | 18            | 11 | 18       | 29       | 34       |          |          |
| 1981–82      | New York Islanders    | NHL          | 80    | 50            | 79            | 129           | 88            | 19            | 6  | 23       | 29       | 40       |          |          |
| 1982–83      | New York Islanders    | NHL          | 80    | 34            | 55            | 89            | 68            | 17            | 8  | 12       | 20       | 18       |          |          |
| 1983–84      | New York Islanders    | NHL          | 68    | 40            | 71            | 111           | 59            | 21            | 8  | 6        | 14       | 29       |          |          |
| 1984–85      | New York Islanders    | NHL          | 68    | 28            | 31            | 59            | 47            | 10            | 4  | 2        | 6        | 8        |          |          |
| 1985–86      | New York Islanders    | NHL          | 78    | 37            | 59            | 96            | 72            | 3             | 1  | 1        | 2        | 2        |          |          |
| 1986–87      | New York Islanders    | NHL          | 80    | 23            | 64            | 87            | 50            | 14            | 8  | 4        | 12       | 12       |          |          |
| 1987–88      | New York Islanders    | NHL          | 77    | 30            | 52            | 82            | 48            | 6             | 0  | 0        | 0        | 10       |          |          |
| 1988–89      | New York Islanders    | NHL          | 73    | 17            | 28            | 45            | 44            | —             | —  | —        | —        | —        |          |          |
| 1989–90      | New York Islanders    | NHL          | 59    | 13            | 11            | 24            | 29            | 4             | 1  | 0        | 1        | 4        |          |          |
| 1990–91      | Pittsburgh Penguins   | NHL          | 52    | 9             | 19            | 28            | 24            | 23            | 3  | 4        | 7        | 29       |          |          |
| 1991–92      | Pittsburgh Penguins   | NHL          | 63    | 11            | 18            | 29            | 54            | 21            | 4  | 3        | 7        | 8        |          |          |
| 1993–94      | Pittsburgh Penguins   | NHL          | 41    | 4             | 11            | 15            | 36            | 2             | 0  | 0        | 0        | 0        |          |          |
| Celkem v NHL | Celkem v NHL          | Celkem v NHL | 1,279 | 524           | 901           | 1,425         | 912           | 221           | 71 | 112      | 183      | 277      |          |          |

## Reprezentace
| Rok                       | Tým                       | Soutěž                    | Z  | G | A  | B  | TM |
| ------------------------- | ------------------------- | ------------------------- | -- | - | -- | -- | -- |
| 1975                      | Kanada 20                 | MSJ                       | 7  | 5 | 2  | 7  | —  |
| 1981                      | Kanada                    | KP                        | 7  | 3 | 8  | 11 | 6  |
| 1984                      | USA                       | KP                        | 6  | 2 | 3  | 5  | 8  |
| Juniorská kariéra celkově | Juniorská kariéra celkově | Juniorská kariéra celkově | 7  | 5 | 2  | 7  | —  |
| Seniorská kariéra celkově | Seniorská kariéra celkově | Seniorská kariéra celkově | 13 | 5 | 11 | 16 | 14 |